# Iglesia de Santiago (Tablate)
La Iglesia de Santiago en Tablate es una iglesia situada en el despoblado de Tablate, en el término municipal de El Pinar, perteneciente a la provincia de Granada, España. Fue edificada durante los años 1561 a 1563, siendo sus creadores Luis de Morales y Francisco Hernández. Sufrió los problemas del levantamiento de los moriscos y de la guerra. Se reconstruyó en 1605, dotándola de sacristía y campanario a comienzos del siglo XVIII.

## Descripción
Es de planta rectangular, casi cuadrada, y consta de una sola nave que se prolonga hasta el altar mayor. Conserva la armadura de artesanado mudéjar original, aunque en francas condiciones de deterioro a consecuencia del abandono de la población. Su exterior está construido por muros de ladrillo con un único vano de entrada formado por un arco de medio punto.